# 이경희 선생 묘
이경희 선생묘는 대한민국 경기도 안산시 단원구에 있다. 2004년 6월 4일 안산시의 향토유적 제21호로 지정되었다.

## 개요
조선 중기 문신인 이경희(李慶禧, 1508~?)의 묘역. 이경희의 자는 중응(仲應),본관은 전의(全義). 세분(世芬)의 증손으로 할아버지는 광형(光亨)이며. 아버지는 괄(?)이고, 어머니는 한서(韓?)의 딸이다. 1546년(명종 1) 진사시에 합격하고, 1562년 별시 문과에 병과 급제한 뒤 양주목사와 상서원정을 지냄. 손자 언척(言?)의 공으로 도승지에 추증되었다.